# 災禍陷阱師的勇者狩獵
《災禍陷阱師的勇者狩獵》是曾連載《東京自行車少女。》的作者WADAPEN.創作的異世界漫畫系列，2019年連載於Ultra Jump。單行本第一卷于2020年4月17日由集英社發售。，全4卷。

## 劇情簡介
主人公越前創太是一位遊戲創作者，因其創造的地下城而被稱為「神之陷阱師」。創太為了追求理想而與公司離別，但卻突然被召喚到異世界。召喚他的人是即將被英雄們殲滅的魔王軍，因寡不敵眾而仰仗著被稱為「神之陷阱師」的創太的力量。蒼太對勇者不分青紅皂白就屠殺魔王軍全體成員的行為感到憤怒，因此與魔王女兒簽訂契約，獲得製造陷阱的能力。

## 登場人物

### 主要人物
越前創太
本作主角，遊戲創作者，專長製作陷阱。
蘇菲莉亞
魔王軍倖存者，魔王的女兒。

## 出版書籍

### 漫畫
| 卷數 | 集英社         | 集英社                 | 東立出版社     | 東立出版社             |
| 卷數 | 發售日期       | ISBN                   | 發售日期       | ISBN                   |
| ---- | -------------- | ---------------------- | -------------- | ---------------------- |
| 1    | 2020年4月17日  | ISBN 978-4-088-91559-3 | 2021年10月12日 | ISBN 978-9-572-66185-7 |
| 2    | 2021年9月17日  | ISBN 978-4-088-91709-2 | 2024年1月12日  | ISBN 978-9-572-66186-4 |
| 3    | 2022年5月18日  | ISBN 978-4-088-92199-0 |                |                        |
| 4    | 2022年11月17日 | ISBN 978-4-088-92504-2 |                |                        |

## 外部連結
- Ultra Jump （页面存档备份，存于） - 漫畫（日語）